# Biagio Colaianni

Erzbischofswappen von Biagio Colaianni

Biagio Colaianni (* 3. Juni 1957 in Matera) ist ein italienischer römisch-katholischer Geistlicher und Erzbischof von Campobasso-Boiano.

## Leben
Biagio Colaianni studierte Philosophie und Katholische Theologie am päpstlichen Priesterseminar San Luigi in Neapel. Der Erzbischof von Matera-Irsina, Michele Giordano, spendete ihm am 7. Mai 1983 in der Kathedrale von Matera die Diakonenweihe und am 9. Mai 1984 das Sakrament der Priesterweihe für das Erzbistum Matera-Irsina.
Colaianni war zunächst als Aufseher an der Kathedrale von Matera (1979–1988) und als Vizerektor des Kleinen Seminars in Matera (1983–1985) tätig. Daneben erwarb er nach weiterführenden Studien an der Päpstlichen Universität Gregoriana in Rom ein Lizenziat im Fach Spirituelle Theologie. Von 1988 bis 2005 war er Pfarrer der Pfarrei San Giovanni Battista in Ferrandina. Zudem wirkte er von 1989 bis 1997 als Religionslehrer sowie von 1998 bis 1999 als Moderator des Pfarrverbands San Giovanni Battista in Ferrandina, Sacro Cuore in Borgo Macchia und San Michele Arcangelo in Pomarico. Außerdem war er von 2001 bis 2005 Dechant des Dekanats Collina und von 1990 bis 2005 kirchlicher Assistent der Associazione Guide e Scouts Cattolici Italiani (AGESCI) im Erzbistum Matera-Irsina sowie von 1989 bis 1993 und von 2001 bis 2005 Mitglied des Priesterrats des Erzbistums.
Von 2005 bis 2006 fungierte Colaianni als Subregens und von 2007 bis 2012 schließlich als Regens des interdiözesanen Priesterseminars Giovanni Paolo II in Potenza. Überdies gehörte er von 2007 bis 2012 der Priesterkommission der Kirchenregion Basilikata und von 2008 bis 2012 der nationalen Priesterkommission sowie von 2009 bis 2014 erneut dem Priesterrat des Erzbistums Matera-Irsina an. Ferner war er von 2007 bis 2012 am Zentrum für Berufungspastoral der Kirchenregion tätig. In diesem Zeitraum wirkte Colaianni zusätzlich als Delegat der Italienischen Bischofskonferenz für die Koordination einer zeitgemäßen Priesterausbildung in den Kleinen Seminaren, während des theologischen Propädeutikums und in den Priesterseminaren sowie von 2008 bis 2009 als regionaler Delegat für die Unione Apostolica Clero. Ab 2012 war Colaianni Pfarrer der Pfarrei San Giacomo in Matera. Von 2011 bis 2018 leitete er zudem das Diözesanzentrum für die Berufungspastoral. Außerdem war er von 2014 bis 2018 Präsident der Revisionskommission des Diözesaninstituts für die Versorgung des Klerus, von 2016 bis 2019 Dechant des Dekanats Matera sowie von 2016 bis 2020 geistlicher Assistent der örtlichen Gruppe der Associazione Guide e Scouts Cattolici Italiani und ab 2017 kirchlicher Assistent der Associazione Nazionale Carabinieri für die Region Matera. Ferner fungierte er von 2017 bis 2018 als Delegat für den synodalen Weg in Vorbereitung auf die zehnte Diözesansynode des Erzbistums Matera-Irsina. Zusätzlich zu seiner Tätigkeit in der Pfarrseelsorge war Colaianni ab 2019 Generalvikar und Moderator der Kurie des Erzbistums sowie ab 2021 Domherr an der Kathedrale von Matera. Darüber hinaus gehörte er dem Konsultorenkollegium (2018–2023), dem Bischofsrat (ab 2020) und abermals dem Priesterrat (ab 2023) an.
Am 6. Dezember 2023 ernannte ihn Papst Franziskus zum Erzbischof von Campobasso-Boiano. Der Erzbischof von Matera-Irsina, Antonio Giuseppe Caiazzo, spendete ihm am 10. Februar 2024 auf dem Sportplatz PalaSassi in Matera die Bischofsweihe; Mitkonsekratoren waren der emeritierte Erzbischof von Potenza-Muro Lucano-Marsico Nuovo, Salvatore Ligorio, und der Erzbischof von Fermo, Rocco Pennacchio. Sein Wahlspruch Gratia Dei in me vacua non fuit („Der Wahrheit gehorsam“) stammt aus 1 Kor 15,10 . Die Amtseinführung erfolgte am 9. März 2024.